# タッセル邸
座標: 北緯50度49分40秒 東経4度21分43秒 / 北緯50.82775833度 東経4.361961111度
タッセル邸（仏: L'Hôtel Tassel）は、ヴィクトール・オルタが1892年から1893年にかけてベルギーのブリュッセル市、ポール＝エミール・ジャンソン通り6番地に建築した邸宅である。
オルタの初期の建築の1つ（正確には2度目の住宅現場）であり、建築にアール・ヌーヴォーを融合させた世界最初の例である。ブリュッセルで古典的な間取りを完全に打破した最初の住宅でもあったので現在でも抜きん出た作品となっている。
古典的な間取りでは、玄関口は常にファサードの脇にあり長い側面廊下によって内部へと続いている。そこから一続きになった3つの部屋へ入ることができる――通り側のサロン、中央の食堂、そして庭園側のベランダである。結果として、食堂はしばしば非常に薄暗かった。階段室は廊下にあるのが一般的である。オルタは玄関口をファサードの中央に据え、必然的に廊下は家の中軸に置き、家の中央部は光井戸に捧げた。
タッセル邸はまたオルタが「ポルトレ」(portrait, 人物描写)の原則を適用した最初の建物でもあった。タッセルはブリュッセル自由大学の教授であった。オルタは玄関に「応接室」を設置した。これは場合によっては書斎やクロークとしても使えるものであった。タッセルはまた写真と映画を愛好しており、訪問客をもてなす時にこれらを映写するのが好きだった。オルタはこれも引き受け、光井戸に面した屋内「テラス」を2階に準備した。ここに映写機を設置して、下の階にあるスクリーンに映写できるようになっていた。

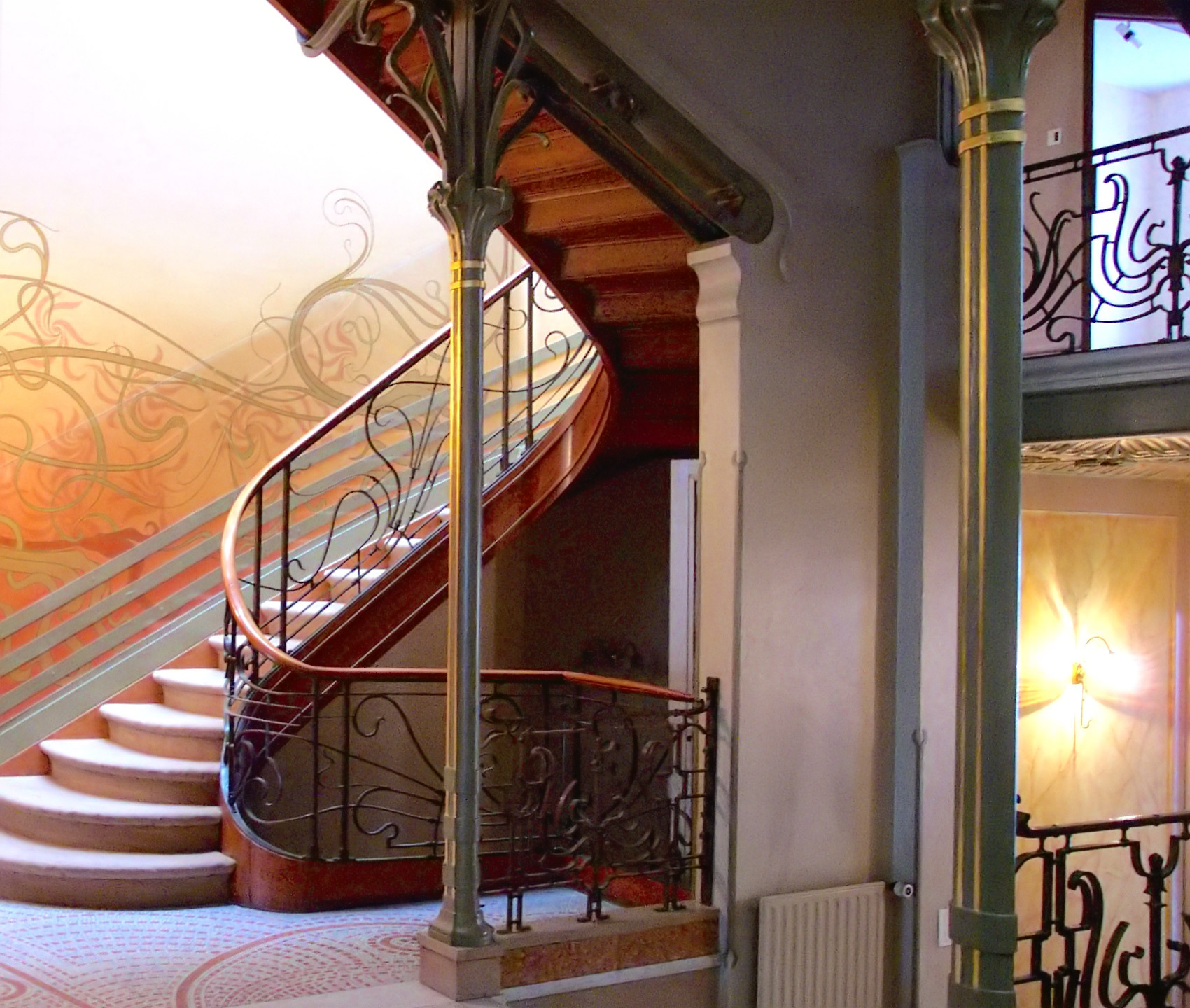
タッセル邸の階段

2000年に、タッセル邸は他の3つの建築物と共に「建築家ヴィクトル・オルタの主な都市邸宅群」として国際連合教育科学文化機関により世界遺産に登録された。

## 登録基準
この世界遺産は世界遺産登録基準のうち、以下の条件を満たし、登録された（以下の基準は世界遺産センター公表の登録基準からの翻訳、引用である）。
- (1) 人類の創造的才能を表現する傑作。
- (2) ある期間を通じてまたはある文化圏において、建築、技術、記念碑的芸術、都市計画、景観デザインの発展に関し、人類の価値の重要な交流を示すもの。
- (4) 人類の歴史上重要な時代を例証する建築様式、建築物群、技術の集積または景観の優れた例。